# Antennenpaar
Als Antennenpaare werden spezielle Anordnungen von Funkantennen bezeichnet, die elektrisch oder elektronisch gekoppelt sind. Sie finden in verschiedenen Funkmesssystemen Verwendung, die mit Interferenzen oder mit der Polarisation von Funkwellen arbeiten.
Beispiele für Funk-Interferometrie sind das Minitrack-Messnetz zur Bestimmung von Satellitenbahnen und die Zusammenschaltung von Radioteleskopen für VLBI-Projekte. Die paarweise Polarisation wird u. a. bei Schmetterlingsantennen genützt. Werden drei oder mehr Antennen in flächenhafter Anordnung kombiniert, wird dies ein Array genannt.
In der Biologie spricht man von vorderem und hinterem Antennenpaar, wenn eine Insekten- oder Krebsart vier symmetrische Fühler besitzt.